# Giấy chứng nhận kết hôn

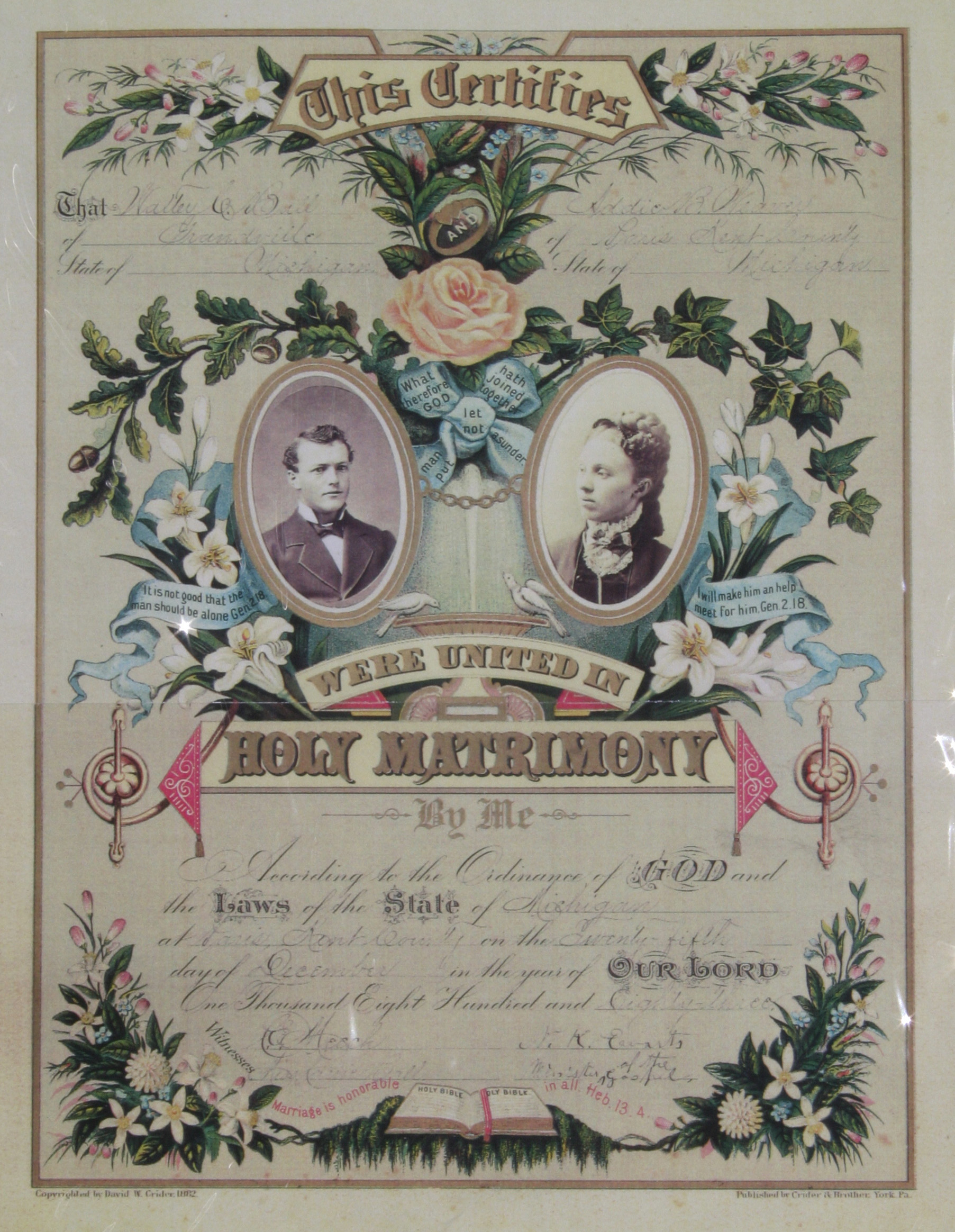
Một giấy hôn thú năm 1883 tại Michigan

Giấy chứng nhận kết hôn hay giấy đăng ký kết hôn, trước đây còn gọi là Hôn thú hay giấy giá thú là một loại giấy tờ hộ tịch nhân thân được cơ quan nhà nước có thẩm quyền hoặc các chủ thể khác công nhận và xác nhận một người có vợ hay có chồng theo quy định của luật pháp về điều kiện kết hôn và đăng ký kết hôn.

## Tại Mỹ
Sau khi bang California cho phép hôn nhân đồng giới, tòa án đã yêu cầu chính quyền phải sửa đổi lại giấy chứng nhận kết hôn theo xu hướng phi giới tính, vì thế trên giấy chỉ ghi là Bên A (Party A) và Bên B (Party B). Tuy nhiên, nhiều cặp không thích ghi như vậy mà muốn gọi bằng cô dâu-chú rể như truyền thống do đó bang California đã sử dụng mẫu giấy chứng nhận kết hôn mới có bổ sung các ô vuông nhỏ để điền thêm thông tin xác nhận là cô dâu (bride) hay chú rể (groom).

## Tại Việt Nam
Theo quy định tại Luật Hôn nhân và Gia đình của Việt Nam thì khi có yêu cầu kết hôn và đương sự gửi hồ sơ xin kết hôn, sau khi nhận đủ giấy tờ hợp lệ, cơ quan đăng ký kết hôn kiểm tra hồ sơ đăng ký kết hôn. Việc xác nhận tình trạng hôn nhân nói trên có thể xác nhận trực tiếp vào Tờ khai đăng ký kết hôn hoặc bằng Giấy xác nhận tình trạng hôn nhân. Pháp luật quy định nam nữ muốn đăng ký kết hôn thì phải được chính quyền địa phương xác nhận còn độc thân.
Khi làm thủ tục kết hôn, đại diện cơ quan đăng ký kết hôn xác nhận lại một lần nữa, nếu hai bên đồng ý thì đại diện cơ quan đăng ký kết hôn trao Giấy chứng nhận kết hôn cho hai bên. Hai bên nam, nữ ký vào Giấy chứng nhận kết hôn và Sổ đăng ký kết hôn, Chủ tịch Ủy ban nhân dân cấp xã ký và cấp cho mỗi bên vợ, chồng một bản chính Giấy chứng nhận kết hôn.